# Sabrine Mathlouthi
Sabrine Mathlouthi – tunezyjska zapaśniczka walcząca w stylu wolnym. Srebrna medalistka mistrzostw Afryki w 2008 i piąta w 2007 roku.